# Тип 90 (пушка)
 Тип 90 — 75-миллиметровое японское полевое орудие времён Второй мировой войны, разработанное на основе французской 85-мм пушки 85 mle 1927 Schneider, поставляемой армии Греции.

## История
В Японии в 1932 году была разработана на основе полевого орудия Шнейдера и запущена в производство 75-мм пушка Тип 90 современной конструкции (первый образец японской артиллерии, оснащенный дульным тормозом).
Известны два варианта: «стандартный» (деревянные колеса, облегченное щитовое прикрытие) и «моторизованный» (пневматические колеса с подрессориванием, развитое щитовое прикрытие, соотв.-но возрастают допустимая скорость перевозки и вес).
По сравнению с состоящими тогда на вооружении других стран, в том числе СССР, поверхностно модернизированными орудиями образца Первой мировой войны (напр.,"трехдюймовкой"), японская пушка позволяла значительно большие углы горизонтального наведения, а также имела лучшую баллистику. Моторизованный вариант имел также более высокую подвижность, но оказывался заметно тяжелее. Если же сравнивать с более современными орудиями, разработанными в других странах с середины 30-х гг., характеристики оказываются довольно близкими.

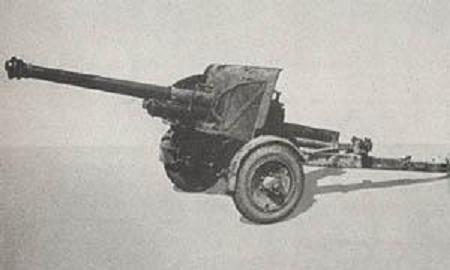
Тип 90 «моторизованный»

В 1936 году японцы значительно облегчили эту конструкцию до «Тип 95» за счет длинного отката и возврата к стволу 31 калибр без дульного тормоза, потеряв 3 км в дальнобойности. Предвоенное состояние японской промышленности значительно уступало ведущим державам, поэтому общее число произведенных пушек в этих достаточно современных вариантах составило около 1000 экз.; самым массовым японским дивизионным орудием до конца второй мировой войны так и оставались пушки Тип 38 (1905 год, модернизированные в 1926 году) — то есть, практически строго ровесницы «трехдюймовки» 1902/1930гг, заметно уступающие ей.

## Танковый вариант
Основным вооружением танка «Чи-Ну» являлась 75-мм танковая пушка Тип 3, созданная на основе полевой пушки Тип 90. Пушка Тип 3 имела длину ствола 38,44 калибра / 2883 мм, а начальная скорость её бронебойного снаряда составляла 680 м/с. Противооткатные устройства пушки Тип 3 были без изменений заимствованы от полевого орудия и размещались под стволом, будучи вынесены за пределы башни и прикрыты броневым кожухом.

## Аналоги пушки
| Характеристика                        | 76-мм дивизионная пушка образца 1902/30 годов | обр. 1933 г.                              | обр. 1936 г. (Ф-22)                       | обр. 1939 г. (УСВ)                        | M1897A4                   | F.K.16 n.A          | le.F.K.18           | Mle1897/33 | 8 cm Skoda M.28 | Тип 90                  |
| ------------------------------------- | --------------------------------------------- | ----------------------------------------- | ----------------------------------------- | ----------------------------------------- | ------------------------- | ------------------- | ------------------- | ---------- | --------------- | ----------------------- |
| Страна                                | Союз Советских Социалистических Республик     | Союз Советских Социалистических Республик | Союз Советских Социалистических Республик | Союз Советских Социалистических Республик | Соединённые Штаты Америки | Нацистская Германия | Нацистская Германия | Франция    | Чехословакия    | Япония                  |
| Калибр, мм/длина ствола, клб.         | 76/40                                         | 76/50                                     | 76/50                                     | 76/40                                     | 75/36                     | 75/36               | 75/26               | 75/36      | 77/40           | 75/38                   |
| Масса в боевом положении, кг          | 1350                                          | 1600                                      | 1620                                      | 1485                                      | 1600                      | 1524                | 1120                | 1500       | 1816            | 1400/1600               |
| Наличие подрессоривания               | нет                                           | нет                                       | есть                                      | есть                                      | есть                      | нет                 | нет                 | есть       | ?               | станд.нет, моториз.есть |
| Максимальный угол ВН, град.           | 37                                            | 41                                        | 75                                        | 45                                        | 49                        | 44                  | 45                  | 50         | 80              | 43                      |
| Максимальный угол ГН, град.           | 5                                             | 4                                         | 60                                        | 56,5                                      | 60                        | 4                   | 60                  | 58         | 360             | 50                      |
| Масса осколочно-фугасного снаряда, кг | 6,2                                           | 6,2                                       | 6,2                                       | 6,2                                       | 6,6                       | 5,8                 | 5,8                 | 6,6        | 8               | 6,6                     |
| Начальная скорость снаряда, м/с       | 680                                           | 706                                       | 706                                       | 680                                       | 596                       | 607                 | 485                 | 580        | 600             | 683                     |
| Максимальная дальность стрельбы       | 13 000                                        | 13 580                                    | 13 630                                    | 13 290                                    | 12 796                    | 12 300              | 9425                | 11 100     | 13 100          | 13 890                  |